# Église Saint-Jean-de-Rila de Targovichte
L'église Saint-Jean-de-Rila (en bulgare Църква Свети Иван Рилски, Tsărkva Sveti Ivan Rilski) est un bâtiment de l'église orthodoxe de l'Est à Tărgovište. Il est nommé d'après le bulgare Saint Jean de Rila (876 - c. 946) qui a été le premier ermite bulgare.

## Histoire

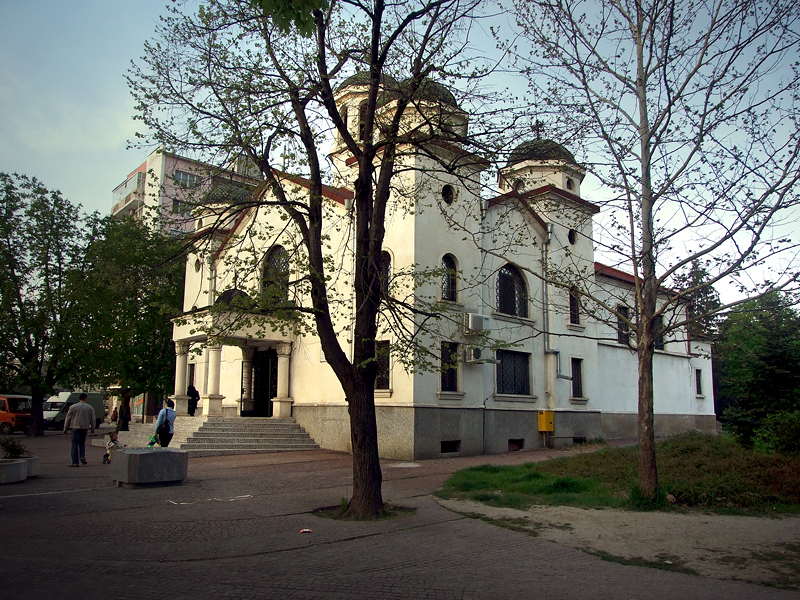

La construction de l'église a commencé en 1912 mais plus tard, elle a été arrêtée à cause de la Guerre des Balkans. L'église a finalement été achevée en 1936. En 1961, le professeur Petăr Kušlev a fait une iconostase de bois. Pendant les années  soixante-dix, l'église a été entièrement réparée et reconstruite à des dons don de Son Eminence Andrey, Metropolitan de New York qui était le diocèse du prélat de l’Évêché orthodoxe bulgare des USA, du Canada et d'Australie. Ayant été écolier dans la ville de Tărgovište, il fut enterré après sa mort en 1972 dans le narthex de l'église.
L'église Saint Jean de Rila est située au nord de centre de la ville, près du marché central.